# تصنيفات بيلبورد

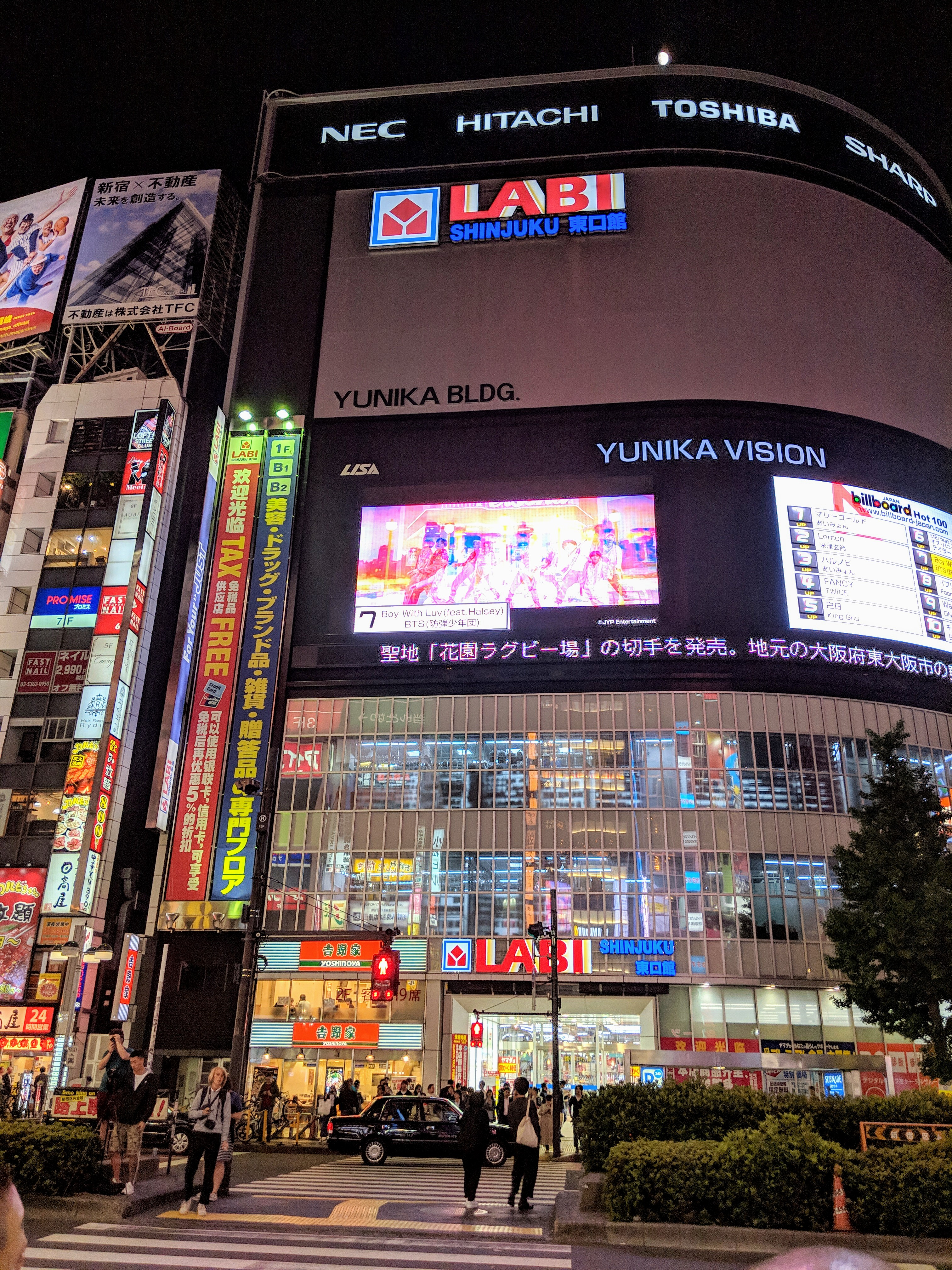
طوكيو مايو 2019

تصنيفات بيلبورد أو مخططات بيلبورد أو جداول بيلبورد (بالإنجليزية: Billboard Charts)‏ هي تعبير عن الشعبية الأسبوعية للأغاني والألبومات في الولايات المتحدة وأماكن أخرى في العالم. يتم نشر النتائج في مجلة بيلبورد. كما تنشر على موقع "Billboard biz"، وهو امتداد للمجلة ولكن عبر الإنترنت، ويوفر مخططات أسبوعية إضافية تهم تصنيفات الأغاني. كما يوفر أيضًا تصنيفات مخصصة لنهاية السنة. وقد تكون التصنيفات مخصصة لأنواع معينة من الموسيقى مثل R&B، أو الكانتري، أو الروك، أو قد تغطي كافة الأنواع. يقع ترتيب الأغاني بشكل أساسي وفقًا للمبيعات أو حجم الاستماع أو حجم البث، وبالنسبة لتصنيف الأغاني الرئيسية أو ما يعبر عنه باسم بيلبورد هوت 100، يتم استخدام البيانات الثلاثة مجتمعة. بالنسبة إلى تصنيفات الألبومات بيلبورد 200، فتحديد المراكز يقع بالرجوع لحجم البث ومبيعات الأغاني بالإضافة إلى مبيعات الألبومات.
تتم مراقبة البث والمبيعات والجداول الأسبوعية من يوم الجمعة إلى يوم الخميس وذلك منذ يوليو 2015، إذ كانت في السابق من الاثنين إلى الأحد. ومع ذلك، فإن التصنيفات المخصصة للبث الإذاعي تتبع دورة تنطلق من الاثنين إلى الأحد (سابقًا من الأربعاء إلى الثلاثاء). ويتم إصدار أغلب التصنيفات أو الجداول كل يوم ثلاثاء مع تاريخ إصدار قادم يطلق يوم السبت.